# 奧克維爾 (密蘇里州)
奧克維爾（英語：Oakville）是位於美國密蘇里州聖路易斯縣的普查規定居民點。

## 歷史
奧克維爾的郵局於1841年設立，其後於1907年停運。

## 人口
根據2020年美國人口普查的數據，奧克維爾的面積為45.77平方千米，當中陸地面積為41.12平方千米，而水域面積為4.65平方千米。當地共有人口36301人，而人口密度為每平方千米793.12人。